# واين كاو
واين كاو هو سياسي كندي، ولد في 7 ديسمبر 1946 في الهند الصينية الفرنسية. حزبياً، نشط في الرابطة التقدمية المحافظة في ألبرتا ‏. وقد انتخب عضو الجمعية التشريعية ألبرتا.